# Getraunadeild 1993
Die isländische Fußballmeisterschaft 1993 war die 82. Spielzeit der höchsten isländischen Fußballliga. Die Liga begann am 23. Mai 1993 und endete mit den letzten Spielen am 25. September 1993.
Der Titel ging zum 14. Mal an den Titelverteidiger ÍA Akranes. Das Team hatte neun Punkte Vorsprung auf den zweitplatzierten FH Hafnarfjörður und bereits 22 Punkte Vorsprung auf den dritten, Keflavík ÍF. Weiters konnte die Mannschaft als erstes Team seit 1984 mit dem Sieg des isländischen Cups das Double gewinnen (damals ebenfalls vom ÍA Akranes gewonnen).
Der ÍA Akranes stellte zudem mit 62 Toren (Ø: 3,44 Tore/Spiel) einen neuen Ligarekord auf, der alte war bei 47 Treffen in der Saison 1978 gelegen, ebenfalls gehalten vom ÍA Akranes. Außerdem stellte der Meister mit þordur Guðjonsson auch den Torschützenkönig. Am anderen Tabellenende stellte Víkingur Reykjavík, Meister von 1991, mit 59 Gegentreffern ebenfalls einen neuen (Negativ)rekord auf, der alte datierte von Þór Akureyri aus der Saison 1977 mit 48 Gegentoren.

## Abschlusstabelle
| Pl. | Verein               | Sp. | S  | U | N  | Tore    | Diff. | Punkte |
| --- | -------------------- | --- | -- | - | -- | ------- | ----- | ------ |
| 1.  | ÍA Akranes (M)       | 18  | 16 | 1 | 1  | 062:160 | +46   | 49     |
| 2.  | FH Hafnarfjörður     | 18  | 12 | 4 | 2  | 039:210 | +18   | 40     |
| 3.  | ÍB Keflavík (N)      | 18  | 8  | 3 | 7  | 031:310 | ±0    | 27     |
| 4.  | Fram Reykjavík       | 18  | 8  | 1 | 9  | 038:370 | +1    | 25     |
| 5.  | KR Reykjavík         | 18  | 7  | 3 | 8  | 037:340 | +3    | 24     |
| 6.  | Valur Reykjavík (P)  | 18  | 6  | 4 | 8  | 025:240 | +1    | 22     |
| 7.  | Þór Akureyri         | 18  | 5  | 5 | 8  | 020:300 | −10   | 20     |
| 8.  | ÍB Vestmannaeyja     | 18  | 5  | 4 | 9  | 031:410 | −10   | 19     |
| 9.  | Fylkir Reykjavík (N) | 18  | 6  | 1 | 11 | 022:350 | −13   | 19     |
| 10. | Víkingur Reykjavík   | 18  | 3  | 2 | 13 | 023:590 | −36   | 11     |

Platzierungskriterien: 1. Punkte – 2. Tordifferenz – 3. geschossene Tore

| (M) | amtierender isländischer Meister     |
| (P) | amtierender isländischer Pokalsieger |
| (N) | Neuaufsteiger                        |

### Kreuztabelle
Die Kreuztabelle stellt die Ergebnisse aller Spiele dieser Saison dar. Die Heimmannschaft ist in der ersten Spalte aufgelistet, die Gastmannschaft in der obersten Reihe. Die Ergebnisse sind immer aus Sicht der Heimmannschaft angegeben.
| 1993                | ÍF Fylkir Reykjavík |     | KR Reykjavík | ÍA Akranes | ÍB Vestmannaeyja | Fram Reykjavík | Þór Akureyri | ÍB Keflavík | FH Hafnarfjörður | Víkingur Reykjavík |
| ÍF Fylkir Reykjavík |                     | 2:1 | 2:1          | 1:3        | 1:2              | 3:0            | 1:0          | 2:2         | 0:2              | 1:2                |
| Valur Reykjavík     | 4:3                 |     | 1:1          | 0:2        | 0:1              | 4:1            | 2:1          | 0:2         | 1:2              | 3:1                |
| KR Reykjavík        | 1:3                 | 2:0 |              | 1:4        | 2:2              | 1:4            | 2:0          | 2:2         | 1:2              | 7:2                |
| ÍA Akranes          | 4:1                 | 1:0 | 1:0          |            | 3:1              | 3:3            | 6:0          | 2:0         | 5:0              | 10:1               |
| ÍB Vestmannaeyja    | 1:0                 | 0:2 | 2:4          | 2:5        |                  | 1:2            | 1:1          | 1:2         | 2:2              | 3:2                |
| Fram Reykjavík      | 5:0                 | 3:2 | 2:4          | 4:2        | 5:1              |                | 1:2          | 2:1         | 0:4              | 4:1                |
| Þór Akureyri        | 1:0                 | 1:1 | 1:2          | 0:1        | 1:1              | 1:0            |              | 1:1         | 0:0              | 5:1                |
| ÍB Keflavík         | 2:1                 | 1:3 | 1:4          | 1:2        | 4:0              | 2:1            | 5:2          |             | 0:1              | 3:2                |
| FH Hafnarfjörður    | 4:0                 | 1:1 | 2:0          | 0:5        | 3:1              | 3:1            | 4:1          | 5:1         |                  | 4:2                |
| Víkingur Reykjavík  | 0:2                 | 0:0 | 3:2          | 1:3        | 2:9              | 2:0            | 1:2          | 0:1         | 0:0              |                    |

## Torschützenliste
Die folgende Tabelle gibt die besten Torschützen der Saison wieder.
| Rang | Tore | Spieler             | Verein             |
| ---- | ---- | ------------------- | ------------------ |
| 1.   | 19   | Þórður Guðjónsson   | ÍA Akranes         |
| 2.   | 15   | Oli þor Magnusson   | ÍB Keflavík        |
| 3.   | 14   | Haralður Ingolfsson | ÍA Akranes         |
| 3.   | 14   | Helgi Sigurðsson    | Víkingur Reykjavík |